# Александар Венцел
Александар Венцел (чеш. Alexander Vencel; Илва Маре, 8. фебруар 1944) јесте бивши чехословачки фудбалски голман словачке националности. Освајач је златне медаље на Европском првенству у фудбалу 1976. у Београду са репрезентацијом Чехословачке. Био је потпредсједник Словачке фудбалске асоцијације.

## Каријера
Фудбалску каријеру започео је чехословачком граду Дјаковце, гдје је наступао за истоимени клуб. Крајем 1950-их се сели у Братиславу гдје је играо за клубове Димитров и Слован. Професионалну играчку каријеру започео је 1963. године, играјући за екипу Дукла из Комарна. У ФК Слован Братислава долази 1965. и у овом клубу је је одиграо 321 меч од чега 132 без примљеног гола. На крају каријере 1977. прелази у ФК Њитру, а затим у ФК Слован Беч. Ту је завршио каријеру. Са ФК Слован Братислава је освојио Куп побједника купова 1968/69. Три пута је био првак Чехословачке ( 1970, 1974 и 1975) и два пута је освајао Куп Чехословачке (1968. и 1974).
За Чехословачку је одиграо 25 утакмица. Са репрезентацијом је наступао на Свјетском првенству у фудбалу 1970. и Европском фудбалском првенству 1976.гдје је освојио златну медаљу.
У репрезентацији је дебитовао 19. септембра 1965. године у мечу са Румунијом, који је завршен побједом Чехословачке 3:1, а од националног дреса се опростио 30. марта 1977. против Велса.
Његов син Александар Венцел млађи је такође фудбалски голман.

## Чехословачка лига
| Сезона                       | Мечева | Голова | Минута | Мечева без примљеног гола | Клуб                 |
| ---------------------------- | ------ | ------ | ------ | ------------------------- | -------------------- |
| 1. чехословачка лига 1964/65 | 4      | 0      | 360    | 1                         | ФК Слован Братислава |
| 1. чехословачка лига 1965/66 | 23     | 0      | 2 070  | 7                         | ФК Слован Братислава |
| 1. чехословачка лига 1966/67 | 26     | 0      | 2 340  | 14                        | ФК Слован Братислава |
| 1. чехословачка лига 1967/68 | 23     | 0      | 1 987  | 11                        | ФК Слован Братислава |
| 1. чехословачка лига 1968/69 | 26     | 0      | 2 340  | 14                        | ФК Слован Братислава |
| 1. чехословачка лига 1969/70 | 30     | 0      | 2 700  | 19                        | ФК Слован Братислава |
| 1. чехословачка лига 1970/71 | 29     | 0      | 2 599  | 11                        | ФК Слован Братислава |
| 1. чехословачка лига 1971/72 | 26     | 0      | 2 250  | 6                         | ФК Слован Братислава |
| 1. чехословачка лига 1972/73 | 30     | 0      | 2 700  | 13                        | ФК Слован Братислава |
| 1. чехословачка лига 1973/74 | 29     | 0      | 2 610  | 9                         | ФК Слован Братислава |
| 1. чехословачка лига 1974/75 | 29     | 0      | 2 610  | 11                        | ФК Слован Братислава |
| 1. чехословачка лига 1975/76 | 22     | 0      | 1 958  | 8                         | ФК Слован Братислава |
| 1. чехословачка лига 1976/77 | 23     | 0      | 1 911  | 8                         | ФК Слован Братислава |
| УКУПНО                       | 320    | 0      | 28 435 | 132                       |                      |